# Eugenia quercetorum
Eugenia quercetorum là một loài thực vật có hoa trong Họ Đào kim nương. Loài này được Standl. & L.O.Williams ex Barrie mô tả khoa học đầu tiên năm 2005.